# 裸岛 (电影)
《裸岛》是新藤兼人1960年导演的电影，采用黑白摄影，全片无任何对白。本片剧本问世后，因为在经济效益方面要冒很大风险，没有一家电影企业敢于问津。最后由导演新藤个人出资完成了拍摄。该片获1961年莫斯科电影节最佳影片奖。

## 情节
农民千太带领妻子和两个年幼的儿子来到一座无人的小岛开荒种地。这里自然条件极其恶劣，根本没有淡水資源。为了生活和耕种的需要，夫妻俩只能每天划船到对面的大岛上汲取河水运回来，然后用桶一一担地挑到山顶住处，两个孩子则帮看拾柴烧火。一家四口重复着单调的生活。一天大儿子钓到一条大鱼，于是全家乘船去港口卖鱼，又在食堂饱餐了一顿，还买了衬衣短裤。某夜，大儿子突发急病，好不容易从大岛请来医生，但大儿子已气绝身亡了。葬礼的次日，夫妻俩强忍悲伤照常耕种。夏去秋来，夫妻俩一年的辛勤劳动终于有了丰厚的回报，然而他们知道，这些粮食大部分要给地主交租，只有一小部分是属于他们自己的。

## 风格
虽然没有对白，但该片有着丰富的镜头语言。表现夫妻二人挑水上山的场面在片中反复出现。与此相对照的，是远方濒户内海美而动人的自然风光。它与夫妻挑水的镜头、劳动的镜头交互出现，互为映衬。从而产生了劳动的节奏感。有了这种节奏感，即使是枯燥的劳动也会使人产生某种惬意的感觉。这部“现代无声片”得到了国际影坛的较高评价，被称为“诗的电影”。

## 外部連結
- 互联网电影数据库（IMDb）上《裸岛》的资料（英文）
- 爛番茄上《裸岛》的資料（英文）
- 豆瓣电影上《裸岛》的資料 （简体中文）